# توگوریوک
توگوریوک (به لاتین: Tuguryuk) یک منطقهٔ مسکونی در روسیه است که در جمهوری آلتای واقع شده‌است.